# Carapax

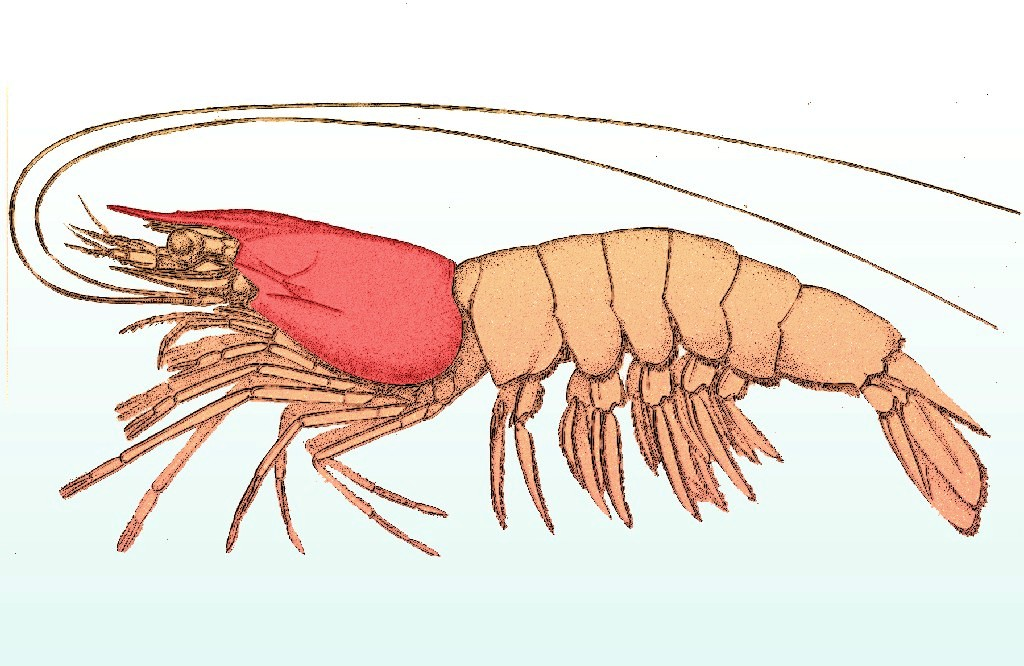
Skiss av en räka, med carapax i rött.

Carapax är en dorsal (det vill säga på ryggsidan belägen) del av det yttre skelettet (exoskelettet) eller skalet hos några djurgrupper. Det förekommer hos leddjur, kräftdjur och spindeldjur samt vissa ryggradsdjur, däribland sköldpaddor. Hos sköldpaddorna kallas undersidans skal plastron. Carapax torde närmast motsvara ordet "ryggsköld" i folkmun.

## Kräftdjur

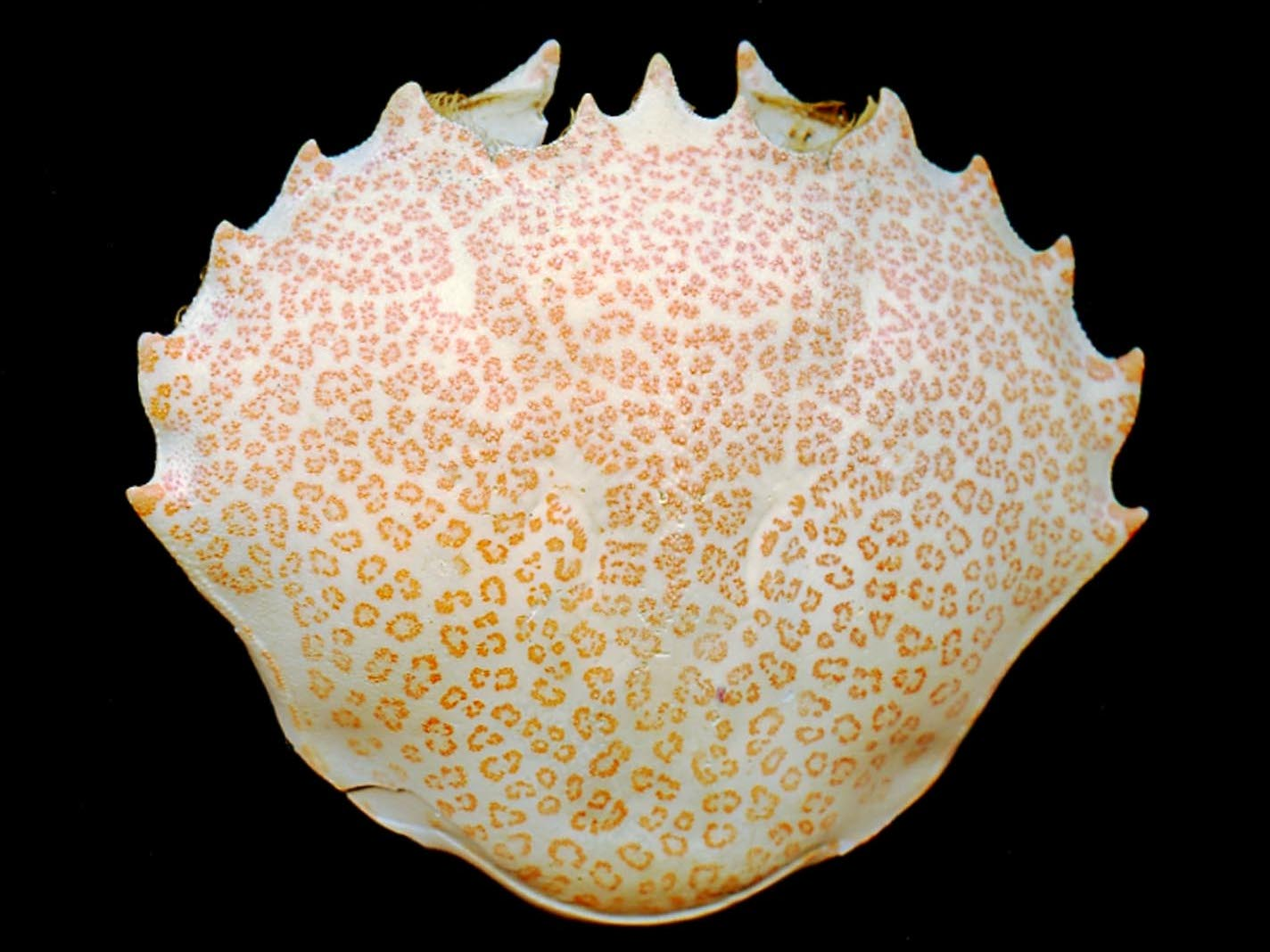
Ömsad carapax av krabban Ovalipes ocellatus från Long Beach, New York.

Hos kräftdjuren är carapax en del av exoskelettet som täcker och skyddar cephalothorax. Den del som skjuter fram framför ögonen kallas rostrum. Carapax är kalcifierad (förkalkad) i varierande grad hos olika kräftdjur.
Zooplankton inom kräftdjuren har också en carapax. Denna djurgrupp innefattar hinnkräftor, musselkräftor och gråsuggor, men gråsuggorna har bara en "huvudsköld".

## Spindeldjur

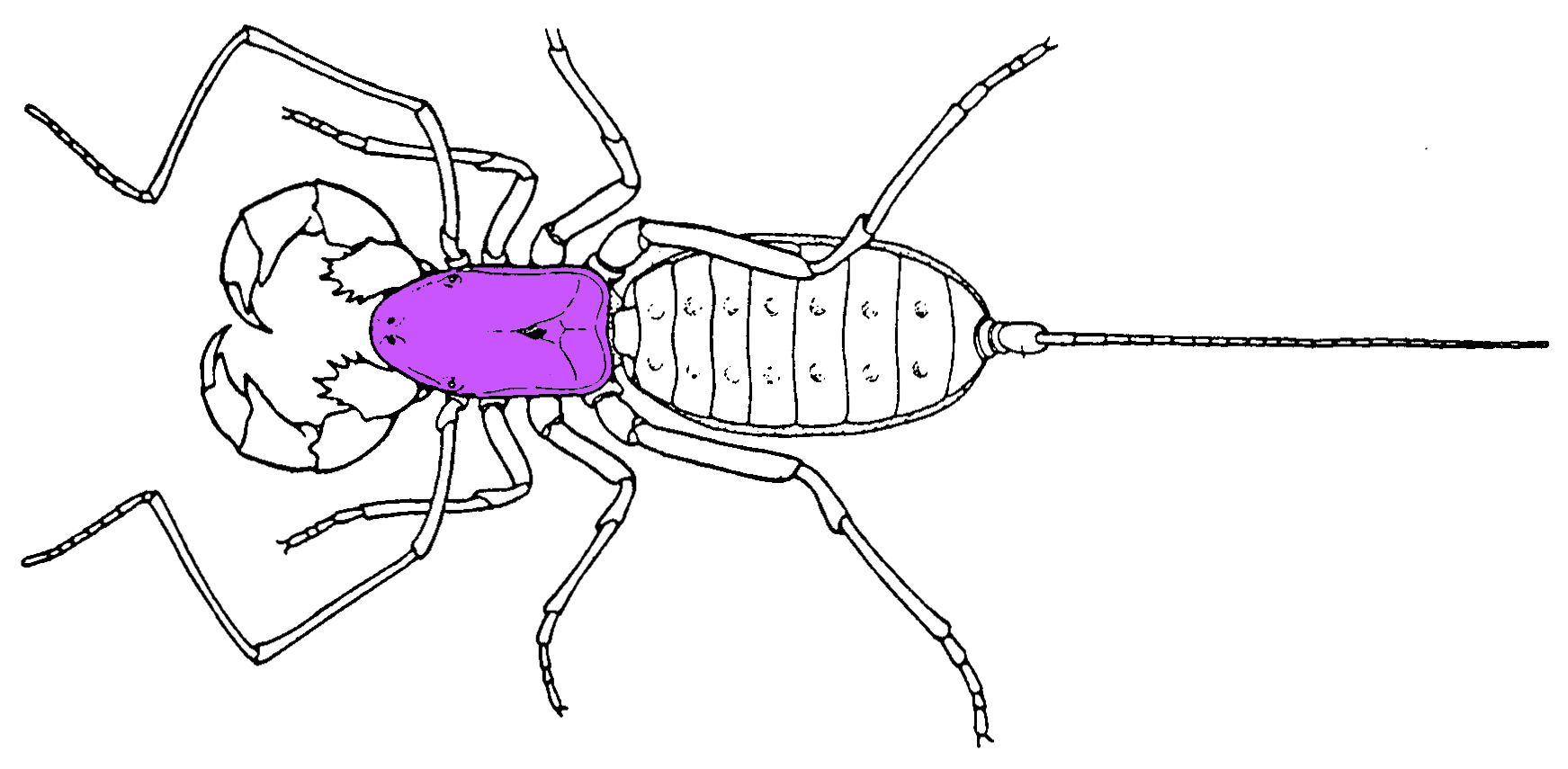
Skiss av en gisselskorpion, med carapax markerad med violett.

Hos spindeldjuren är carapax bildad genom sammansmältning av prosomas tergiter till en platta som bär ögonen, ocularium (en upphöjning på vilka ögonen sitter hos exempelvis lockespindlar) och ozoporer (ett par öppningar för en doftkörtel hos lockespindlar).
Hos några få ordningar som skorpionspindlar och schizomider kan carapax vara delad. Hos lockespindlarna använder vissa carapax som liktydigt med cephalothorax, vilket är felaktigt, eftersom carapax endast refererar till exoskelettet på cephalothorax ryggsida.
Andra begrepp för spindeldjurens carapax, för att undvika sammanblandning med kräftdjur, är prosomal ryggsköld och peltidium.

## Sköldpaddor

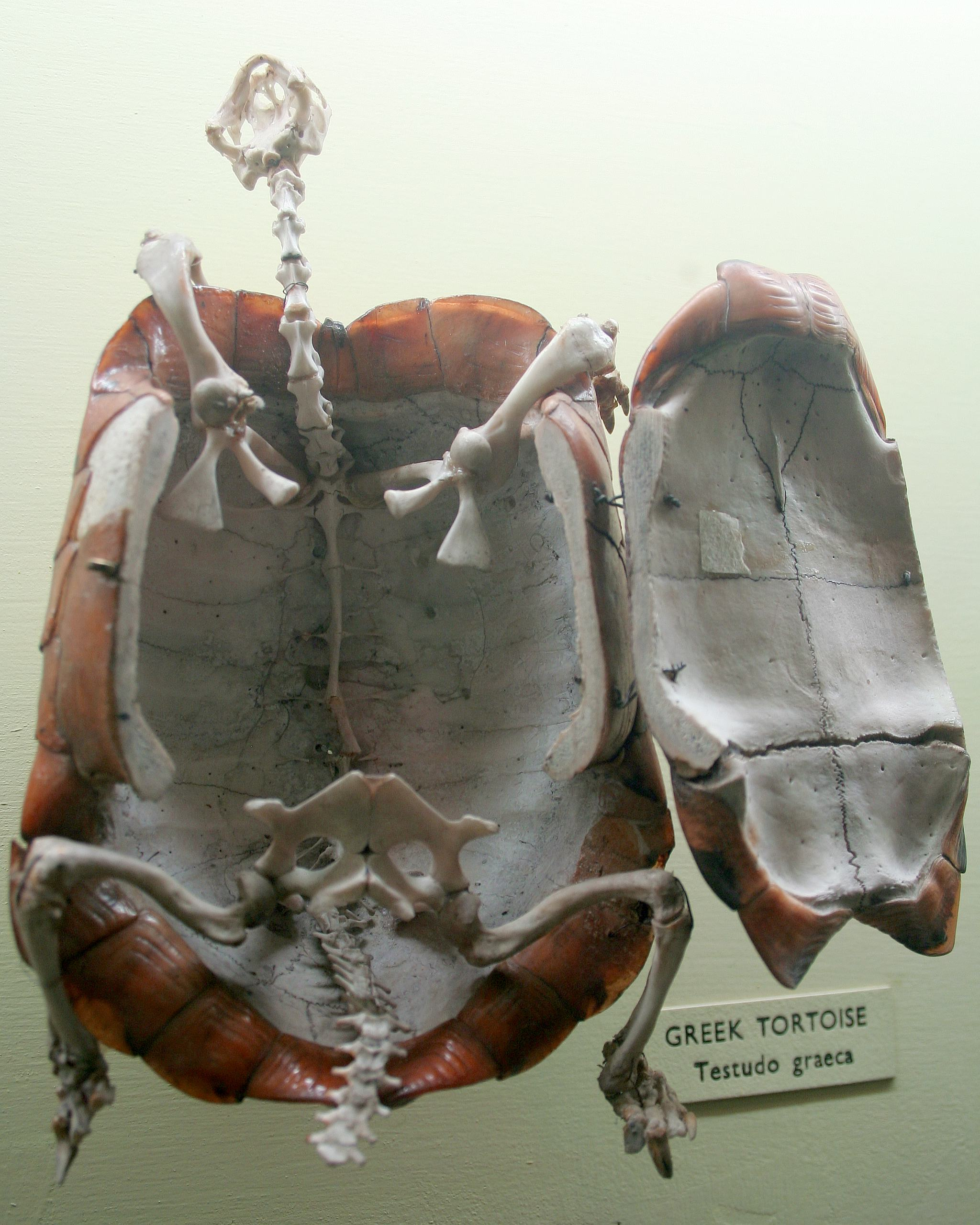
Ett skal av grekisk landsköldpadda som öppnats för att visa skelettet underifrån. Carapax till vänster, plastron till höger.

Carapax är, den ofta starkt, konvexa ryggdelen av ett sköldpaddskal och består huvudsakligen av djurets bröstkorg, hudpansar och fjäll.